# Slobodan Milošević
Slobodan Milošević (cyryl. Слободан Милошевић; wym. [sloˈbodan miˈloʃevitɕ]ⓘ; ur. 20 sierpnia 1941 w Požarevacu, zm. 11 marca 2006 w Hadze) – jugosłowiański i serbski przywódca polityczny, prezydent Socjalistycznej Republiki Serbii w ramach Socjalistycznej Federacyjnej Republiki Jugosławii (istniejącej w latach 1945–1992) i prezydent Serbii w ramach Federalnej Republiki Jugosławii w latach 1989–1997 oraz prezydent Federalnej Republiki Jugosławii w latach 1997–2000. Aresztowany w marcu 2001 roku przez władze Jugosławii pod zarzutem nadużycia władzy i korupcji, pod koniec czerwca przekazany Międzynarodowemu Trybunałowi Karnemu dla byłej Jugosławii. Oskarżony przez Trybunał o zbrodnie przeciwko ludzkości, zbrodnie ludobójstwa i nieprzestrzeganie konwencji wojennych. Zmarł w haskim więzieniu, nie doczekawszy wyroku.

## Życiorys
Urodził się 20 sierpnia 1941 roku w Požarevacu. W 1959 wstąpił do partii komunistycznej, rozpoczynając karierę polityczną w latach 60. piastując rozmaite funkcje partyjne oraz gospodarcze. W 1964 ukończył studia prawnicze na uniwersytecie belgradzkim.

### Początek kariery politycznej
W maju 1986 roku został przywódcą Związku Komunistów Serbii. W drugiej połowie lat 80. XX wieku został nieformalnym przywódcą Serbów zamieszkujących wszystkie republiki Jugosławii. W kwietniu 1987 roku Milošević zasłynął przemową do Serbów, wypowiedzianą podczas zamieszek w Kosowie, pomiędzy Serbami a policją, złożoną głównie z Albańczyków. W wyniku zamieszek Milošević zaczął wykorzystywać sprawę prześladowanych Serbów do wzmacniania swojej władzy. Podczas VIII Plenum Związku Komunistów Serbii, odbywającego się w dniach 23–24 września 1987 roku, Miloševicowi udało się odsunąć liberalną frakcję komunistów i zdobyć faktyczną władzę w Serbii. W wyniku coraz większej aktywności w mediach, Milošević popadł w konflikt z Ivanem Stamboliciem, poprzednim przywódcą Związku Komunistów Serbii.
Wobec Albańczyków mieszkających w Kosowie Milošević prowadził antymuzułmańską politykę, opartą na pseudonaukowych poglądach. Milošević głosił, że Muzułmanie z natury są skłonni do spiskowania i zdrady. 11 czerwca 1987 roku Milošević zaprezentował projekt nowej konstytucji Serbii, znoszącej dotychczasowy status Kosowa i Wojwodiny. W wyniku nagonki na władze w Wojwodinie i zorganizowaniu wieców poparcia dla Miloševicia w Nowym Sadzie, Prezydium Wojwodiny oficjalnie poparło projekt nowej konstytucji. Plany centralizacji Serbii spotkały się ze sprzeciwem ze strony Albańczyków. 17 listopada 1989 z Trepčy wyruszył marsz górników. Protestujący kierowali się w stronę Prisztiny, w obronie Azema Vllasiego i Kaqushy Jashari, przywódców Albańczyków w Kosowie. Do marszu dołączyli robotnicy i studenci. Według szacunków podawanych przez belgradzkie media, w marszu wzięło udział ok. 100 tys. osób. W odpowiedzi Milošević zorganizował wiec poparcia dla jego polityki. Na wiecu z 19 listopada pojawiło się ok. 300 tys. osób. W styczniu 1989 Milošević wybrał Momira Bulatovicia na lidera Związku Komunistów Czarnogóry. Bulatović, jako lojalny polityk wobec Miloševicia, zagwarantował utrzymanie więzi Czarnogóry z Serbią. 28 czerwca 1989 roku, w sześćsetną rocznicę bitwy na Kosowym Polu Milošević wygłosił przemówienie dla miliona zgromadzonych Serbów.
Z inicjatywy Miloševicia w dniach 20–22 stycznia 1990 roku zorganizowano XIV (Nadzwyczajny) Kongres Związku Komunistów Jugosławii, podczas którego potępił dążenia niepodległościowe Słowenii. Pierwszego dnia Kongres opuścili przedstawiciele Słowenii i Chorwacji, sprzeciwiający się planom reformy Jugosławii, a przedstawiciele Bośni-Hercegowiny i Macedonii odmówili dalszego uczestnictwa w pracach Kongresu, dopóki nie zostanie rozwiązany konflikt pomiędzy Serbią a Słowenią i Chorwacją. W wyniku rozwoju tendencji niepodległościowych Milošević stał się głównym sojusznikiem armii w jej dążeniu do zatrzymania procesu rozpadu Jugosławii i demokratyzacji republik.
W lipcu 1990 roku Związek Komunistów Serbii przemianowano na Socjalistyczną Partię Serbii (SPS). W dniach 1–2 lipca odbyło się referendum w sprawie nowelizacji Konstytucji Serbii, w tym zapisów przyznających prezydentowi Serbii rozszerzenie uprawnień, w tym dodanie funkcji dowodzącego siłami zbrojnymi (kosztem Skupsztiny). 97% głosujących poparło zmiany. Nowelizację ratyfikowano 28 września. Pod koniec 1990 roku Milošević zatwierdził powołanie Serbskiej Straży Ochotniczej, dowodzonej przez Željka Ražnatovicia („Arkana”). W międzyczasie Milošević pozyskał nowych sojuszników: przywódcę Serbów chorwackich Milana Babicia i przywódcę Serbów bośniackich Radovana Karadžicia.
9 grudnia 1990 roku odbyły się wybory prezydenckie i parlamentarne w Serbii. Milošević wygrał wybory prezydenckie, zdobywając dwie trzecie głosów. Wybory do nowej, jednoizbowej Skupsztiny, wygrała Socjalistyczna Partia Serbii, uzyskująca 194 z 250 mandatów przy zdobyciu 44% głosów.

### Slobodan Milošević podczas wojen w Słowenii, Chorwacji oraz Bośni i Hercegowinie
W marcu 1991 roku Milošević rozpoczął tworzenie Wielkiej Serbii, kraju obejmującego wszystkie tereny zamieszkałe przez Serbów. Potajemnie Milošević dostarczał broń Serbom zamieszkującym Chorwację oraz Bośnię i Hercegowinę. 25 marca Milošević spotkał się z prezydentem Chorwacji Franjo Tuđmanem, gdzie obaj politycy rozmawiali na temat podziału Jugosławii pomiędzy Serbią a Chorwacją.
Milošević początkowo popierał atak wojsk Jugosławii na Słowenię dnia 27 czerwca 1991. Poparcie dla wojny w Słowenii wycofał 30 czerwca, chcąc przenieść Jugosłowiańską Armię Ludową do Chorwacji, gdzie 28 czerwca rozpoczęła się wojna. 3 marca 1992 roku Jugosłowiańska Armia Ludowa zaatakowała Bośnię i Hercegowinę, gdzie do końca 1994 roku przewagę mieli Serbowie bośniaccy. 27 kwietnia 1992 roku Serbia i Czarnogóra proklamowały Federalną Republikę Jugosławii.
Początkowo podczas wojny w Bośni i Hercegowinie Milošević współpracował z Radovanem Karadžiciem, jednak skala współpracy jest nieznana. Z czasem Milošević był postrzegany jako polityk zdolny do współpracy i przekonania Serbów bośniackich do zaakceptowania zaproponowanego w 1993 roku planu pokojowego Vance’a–Owena, mogącego zakończyć konflikt w Bośni i Hercegowinie. Plan został odrzucony przez Skupsztinę w Republice Serbskiej. Nieprzyjęcie planu osłabiło pozycję Miloševicia na arenie międzynarodowej. W 1994 roku Milošević poparł projekt pokojowy Grupy Kontaktowej, zgodnie z którą 51% powierzchni Bośni i Hercegowiny miało być przyznane Federacji Muzułmańsko-Chorwackiej, a pozostałe 49% Serbom. W zamian za zgodę Miloševicia, państwa zachodnie miały złagodzić sankcje nałożone na Federalną Republikę Jugosławii.
Milošević poparł układ w Dayton z listopada 1995 roku, kończący wojnę w Bośni i Hercegowinie. Poparcie układu spotkało się z dezaprobatą w Serbii.

### Polityka wewnętrzna w Serbii

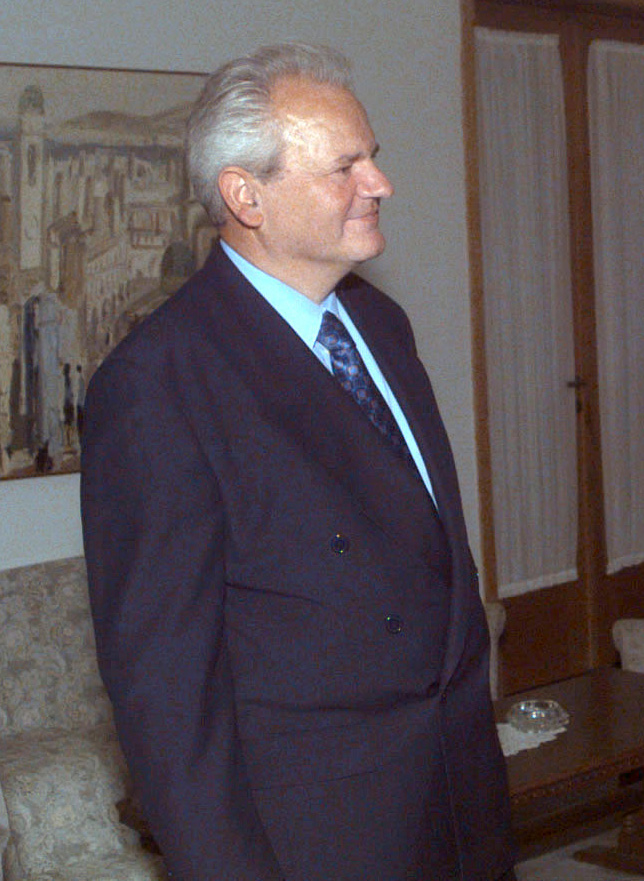
Slobodan Milošević (1996)

Podczas prezydentury Slobodana Miloševicia Serbia borykała się z bardzo dużymi problemami gospodarczymi. W styczniu 1994 roku inflacja osiągnęła 313 563 558%. W połowie 1993 roku bezrobocie przekroczyło 50%. Wobec coraz gorszej sytuacji gospodarczej Milošević powołał Dragoslava Avramovicia do objęcia kierownictwa w Narodowym Banku Jugosławii. Avramović zalecił wstrzymanie druku pieniędzy i odpaństwowienie gospodarki Federalnej Republiki Jugosławii, jednak wobec braku zaplecza politycznego nie był w stanie wprowadzić wszystkich reform. Dzięki wstrzymaniu druku pieniędzy poziom inflacji spadł do liczby jednocyfrowej.
SPS kontrolowała środki masowego przekazu oraz urzędy, zapewniające ciągłość władzy. Konstytucja Serbii z 1991 roku ograniczała prawo gwarantujące swobody zrzeszania się. Partie opozycyjne mogły oficjalnie działać dopiero po zarejestrowaniu ich przez rząd. Siły policyjne w szczytowym momencie liczyły 80 tys. funkcjonariuszy. Policja była wspierana przez formacje paramilitarne. Partie opozycyjne w wyniku rozbieżności co do polityki nacjonalistycznej nie były stanie odsunąć Miloševicia od władzy.
Opozycja zjednoczyła swoje siły w 1996 roku. Partia Demokratyczna Zorana Đinđicia, Demokratyczna Partia Serbii Vojislava Koštunicy oraz Serbski Ruch Odnowy Vuka Draškovicia powołały koalicję Zajedno (pol. Razem), która miała wygrać wybory parlamentarne i samorządowe w 1996 roku. Zajedno poparł również Dragoslav Avramović, jednak 9 października wycofał się z wyborów. Przeprowadzone 3 listopada 1996 roku wybory parlamentarne zakończyły się zwycięstwem SPS. W przeprowadzonych tego samego dnia wyborach samorządowych sukcesy odniosła koalicja Zajedno, która zdobyła władzę w kilkunastu miastach Serbii. Slobodan Milošević odmówił uznania wyników wyborów samorządowych, co spotkało się z wybuchem protestów przeciwko Miloševiciowi i SPS. 24 grudnia 1996 roku stronnicy SPS otworzyli ogień do 300 tys. tłumu zwolenników Zajedno. Na początku 1997 roku misja OBWE ogłosiła zwycięstwo koalicji w trzynastu miastach oraz w dziewięciu okręgach wyborczych w Belgradzie.

### Prezydent Federalnej Republiki Jugosławii
Po upłynięciu drugiej kadencji prezydentury Serbii, 15 lipca 1997 roku głosami Skupsztiny został wybrany nowy prezydent Federalnej Republiki Jugosławii, Milan Milutinović. Pomimo rozpadu koalicji Zajedno we wrześniu 1997 roku, pozycja Miloševicia nadal była niepewna. Prezydentami Federalnej Republiki Jugosławii byli: Dobrica Ćosić (od 15 czerwca 1992 do 1 czerwca 1993), Miloš Radulović (pełniący obowiązki w dniach 1–25 czerwca 1993) i Zoran Lilić (od 25 czerwca 1993 do 25 czerwca 1997 roku). Faktyczną władzę nad całą Federalną Republiką Jugosławii sprawował jednak Slobodan Milošević.
W 1997 roku nasilił się konflikt pomiędzy Federalną Republiką Jugosławii a Kosowem. W 1997 roku Armia Wyzwolenia Kosowa (alb. Ushtria Çlirimtare e Kosovës; UÇK) dokonywała ataków zbrojnych na siły serbskie. W tym samym czasie wojska Jugosławii dokonywały czystek etnicznych w Kosowie. 6 lutego 1999 roku w Rambouillet pod Paryżem odbyły się rozmowy pomiędzy przedstawicielami Kosowa i rządu Federalnej Republiki Jugosławii. Podczas rozmów prowadzonych przez Grupę Kontaktową miano przedyskutować plan pokojowy, zapewniający między innymi przyznanie autonomii, a następnie niepodległości Kosowa w ciągu kilku lat. Przedstawiciele Federalnej Republiki Jugosławii odrzucili plan, określany przez nich jako zamach na suwerenność państwa. Przedstawiciele Kosowa podpisali porozumienie 23 lutego. W odpowiedzi Serbowie rozpoczęli kolejne ataki na Albańczyków. 24 marca siły NATO w ramach operacji Allied Force zaatakowały Federalną Republikę Jugosławii. Następnie Milošević wykorzystał interwencję NATO jako pretekst do zwiększenia polityki czystek etnicznych. 27 maja Milošević został oskarżony przez Międzynarodowy Trybunał Karny dla byłej Jugosławii o odpowiedzialność za zbrodnie wojenne w Kosowie. 10 czerwca dowódcy Armii Jugosłowiańskiej podpisali dokument, zobowiązujący Federalną Republikę Jugosławii do natychmiastowego wycofania swoich sił z Kosowa. Interwencja wojsk NATO chwilowo zwiększyła popularność Miloševicia. Zdaniem politologa Sebastiana Wojciechowskiego, walcząc o Kosowo, Milošević mógł umocnić swój kapitał polityczny. W wyniku zdecydowanego opowiedzenia się za serbskim Kosowem Miloševicowi udało się zjednoczyć naród serbski w obliczu wspólnego przeciwnika. Na początku 1999 roku poparcie dla Miloševicia wynosiło ok. 20%, zaś 90% Serbów opowiadało się przeciwko ustępstwom w sprawie Kosowa. Po rozpoczęciu interwencji NATO, poparcie dla Miloševicia gwałtownie wzrosło, jednak zjawisko to było krótkotrwałe.
Niekorzystny dla Federalnej Republiki Jugosławii rezultat interwencji NATO oraz ponowny wybuch hiperinflacji zmniejszyły poparcie Miloševicia. W 1999 roku w Serbii rozpoczął działalność ruch studencki Otpor, przewodzący demonstracjom przeciwko Miloševicowi. 27 lipca 2000 roku Milošević ogłosił przeprowadzenie przyspieszonych wyborów prezydenckich. Termin wyznaczono na 24 września. Partie opozycyjne wyznaczyły Vojislava Koštunicę na wspólnego kandydata. Po pierwszej turze wyborów opozycja ogłosiła zwycięstwo Koštunicy, jednak po kilku dniach komisja wyborcza orzekła, że żaden z kandydatów nie uzyskał poparcia przekraczającego 50% głosów, a w drugiej turze zmierzą się ze sobą Milošević i Koštunica. Opozycja nakazała Miloševicowi ustąpić ze stanowiska do 5 października. Wobec braku reakcji, 5 października około miliona Serbów przyjechało do stolicy w celu zajęcia budynku Skupsztiny. Następnego dnia Slobodan Milošević uznał wyniki pierwszej tury wyborów i podał się do dymisji.
Milošević był oskarżany o zlecenie morderstwa opozycjonisty Vuk Draškovicia w 1999 roku i prezydenta Serbii Ivana Stambolicia w 2000 roku. Morderstw miała dokonać Specjalna Jednostka Organizacyjna dowodzona przez Milorada Ulemka. Zamach na Draškovicia się nie powiódł, jednak w wyniku strzelaniny zginęło jego czterech współpracowników. Stambolić został porwany i zamordowany w 2000 roku. W latach 80. uchodził za protektora Miloševicia, następnie wycofał się z polityki. Wrócił do aktywności politycznej krótko przed ogłoszeniem przyspieszonych wyborów prezydenckich w 2000 roku. Miał on zginąć, ponieważ Milošević dostrzegał w nim najpoważniejszego kontrkandydata w wyborach.

### Ostatnie lata życia
31 marca 2001 roku aresztowano Slobodana Miloševicia, pod zarzutem nadużycia władzy i korupcji. 29 czerwca 2001 roku został przekazany Międzynarodowemu Trybunałowi Karnemu dla byłej Jugosławii. Miloševicia oskarżono m.in. o zbrodnie przeciwko ludzkości, zbrodnie ludobójstwa i nieprzestrzeganie konwencji wojennych podczas konfliktów zbrojnych w Chorwacji, Bośni i Hercegowinie oraz Kosowie. Łącznie postawiono mu 66 zarzutów. W czasie rozpatrywania sprawy Trybunał uznał, że nie ma wystarczających dowodów, które potwierdzają część zarzutów.
11 marca 2006 zmarł w haskim więzieniu. Oficjalną przyczyną jego śmierci podaną przez lekarzy był atak serca. Na skutek śmierci Miloševicia proces przeciwko niemu przed Trybunałem został umorzony.
24 marca 2016 Międzynarodowy Trybunał Karny dla byłej Jugosławii wydał wyrok w odrębnej sprawie przeciwko byłemu przywódcy Serbów bośniackich Radovanowi Karadžiciowi, w którym stwierdził, że w tej sprawie nie przedstawiono wystarczających dowodów, aby stwierdzić, że Slobodan Milošević zgodził się ze wspólnym planem w celu utworzenia terytoriów etnicznie oczyszczonych z nie-Serbów podczas wojny w Bośni w latach 1992–1995. W wyroku odnotowano powtarzającą się krytykę i dezaprobatę Miloševicia wobec polityki i decyzji podjętych przez Karadžicia i przywódców bośniackich Serbów oraz, w przypisie, pozorną niezgodę między Karadžiciem a Miloševiciem, polegającą na otwartym krytykowaniu przez tego drugiego bośniackich przywódców serbskich za popełnianie zbrodni przeciwko ludzkości i czystek etnicznych i wojny dla własnych celów. Niemniej jednak sąd zauważył również, że Milošević udzielał pomocy w postaci personelu, zaopatrzenia i broni bośniackim Serbom podczas konfliktu.

## Życie prywatne
Żoną Slobodana Miloševicia była Mirjana Marković, serbska socjolog z Uniwersytetu w Belgradzie.